# Domherrensitz Späthscher Hof

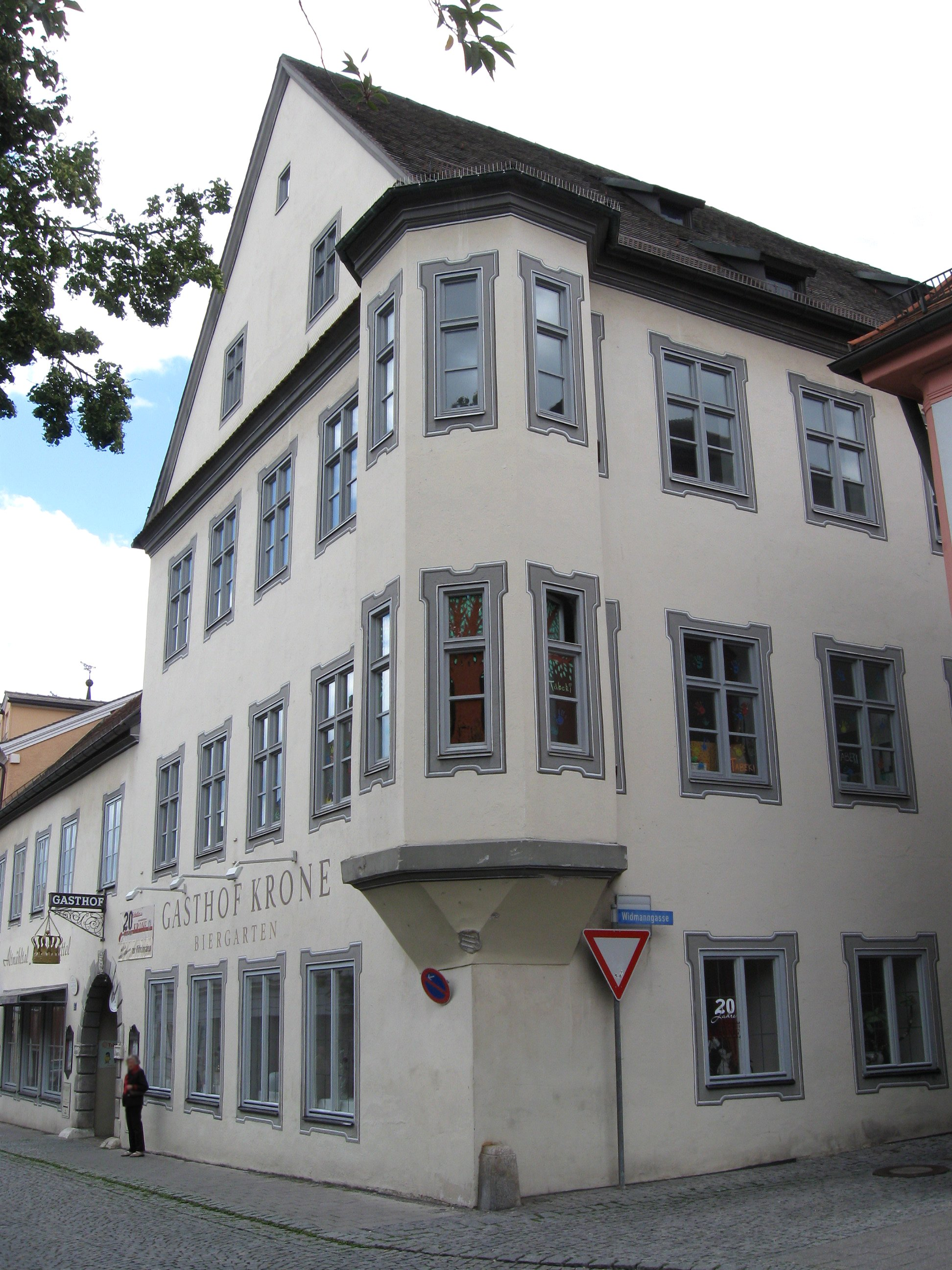
Domherrensitz Späthscher Hof

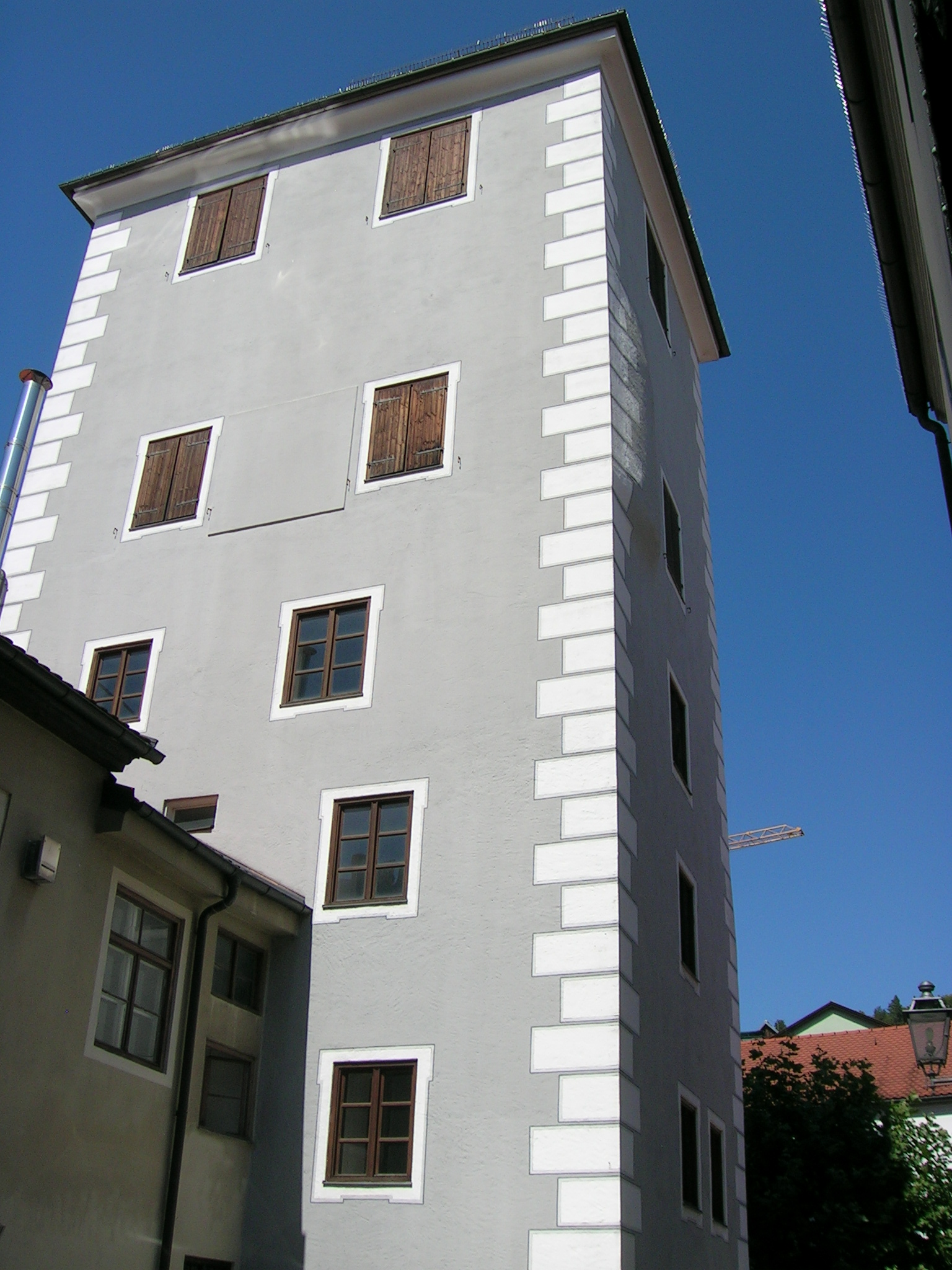
Mittelalterlicher Wohnturm

Der Domherrensitz Späthscher Hof, heute das Gasthaus „Krone“, ist ein historisches Gebäudeensemble am Domplatz in Eichstätt. Die Anlage ist unter der Aktennummer D-1-76-123-49 als denkmalgeschütztes Baudenkmal von Eichstätt verzeichnet.

## Geschichte
Der Domherrenhof Späth (auch „Speth“ nach der namensgebenden schwäbischen Adelsfamilie Speth) mit mittelalterlichem Wohnturm stammt aus dem 13. Jahrhundert. Zwischen 1670 und 1675 erfolgte die Errichtung eines Neubaus für Domdekan Johann Heinrich Speth von Zwiefalten durch den Baumeister Giovanni Giacomo Engl. 1690 erfolgte der Einbau des Turmsaals mit Stuckdecke. Ab 1815 befand sich hier der Sitz des Stadt- und Landgerichts. Die Familie Emslander erwarb 1876 das Gebäude. 1859 erfolgte die Eröffnung der Gastwirtschaft Krone.

## Beschreibung
Der Domherrenhof war eine ehemals befestigte und geschlossene Vierflügelanlage. Das ehemalige Wohnhaus und der jetzige Gasthaus zeigt sich zum Domplatz als ein dreigeschossiger, barocker Giebelbau mit einem Eckerker, er trägt die Jahreszahl 1675. Der Westflügel ist ein traufständiger, zweigeschossiger Bau mit einem rundbogigen Einfahrtstor. Nördlich schließt ein fünfgeschossiger, mittelalterlicher Wohnturm mit Zeltdach und Eckquaderung aus dem 13. Jahrhundert an. Dieser wurde 1690 erhöht und zur gleichen Zeit mit einem barock stuckierten Turmsaal ausgestattet.